# Nagyürögd
Nagyürögd (Nojorid), település Romániában, a Partiumban, Bihar megyében.

## Fekvése
Nagyváradtól délnyugatra, Váradles és Nagyvárad közt fekvő település.

## Története
Nagyürögd Árpád-kori település. Nevét már 1273-ban említette oklevél Ireg néven. Ekkor valószínűleg két Ürögd is létezett; melyek közül egyik a püspök, másik pedig a prépost birtoka volt.
1291-1294 között Irugd, 1319-ben Iruugd néven írták.
1273-ban a települést Lodomér váradi püspök egyik oklevele előbb mint káptalani, azután  pedig mint püspöki birtokot említette. Régi iratokban Irugd formában találkozunk a nevével.  ősi egyháza a 13. században  épült, romjai a község határában egy dombtetőn a 20. század elején is láthatók voltak.
1910-ben 1402 lakosából 173 magyar, 1212 román volt. Ebből 81 római katolikus, 1095 görögkatolikusn 135 görögkeleti ortodox volt.
A trianoni békeszerződéselőtt Bihar vármegye Központi járásához tartozott.

## Nevezetességek
- Görögkatolikus temploma – 1892-ben épült.